# Cisma acaciano
El cisma acaciano fue una ruptura entre las Iglesias de Oriente y Occidente, que tuvo lugar en 484, durante el reinado del emperador Zenón, y que terminaría en 519, con Justino I. 
Puede ser considerado como el primer cisma entre la Iglesia de Constantinopla y la Iglesia de Roma. Fue el resultado de una deriva de los líderes de la cristiandad oriental hacia el miafisismo, y el fracasado intento del emperador Zenón de conciliar a las partes con el documento denominado Henotikon, inspirado por Acacio, patriarca de Constantinopla, de donde proviene el nombre.

## Cronología
Las diferencias doctrinales que dividieron anteriormente a la Iglesia tenían que ver con los monofisitas, que creían que Cristo tenía una sola naturaleza divina. Pero la doctrina afirmada desde el Concilio de Calcedonia sostenía que tenía dos naturalezas: la divina y la humana.
Cuando el patriarca de Alejandría Proterio, que había sido elegido por el Concilio de Calcedonia en el 451 para reemplazar a Dióscoro I de Alejandría, que había sido depuesto por el mismo concilio, fue asesinado en el 457, es reemplazado por Timoteo II de Alejandría, un monofisita. Después de su muerte en 477, fue sustituido por el patriarca ortodoxo Timoteo III de Alejandría a quien Timoteo II había usurpado su sede patriarcal en 475. A su muerte en 481 sería sucedido por el obispo ortodoxo Juan I Talaia, que después de haber ofendido a Zenón, fue sustituido en el 482, por Pedro Mongo, de tendencias monofisitas. Las sedes de Antioquía y Jerusalén también fueron ocupadas por monofisitas: Pedro Gnafeo (Fullo) y Teodosio, respectivamente.
Por tanto, cuando el emperador Zenón llegó al trono en 474, los patriarcados de Alejandría, Antioquía y Jerusalén estaban en manos de jerarquías favorables al monofisismo. Aunque Zenón era amigo de Pedro Fullo y simpatizaba con los monofisitas, su postura era la de defensor de la ortodoxia, obligado al tiempo por su rival al trono, Basilisco, que se había convertido en protector de los monofisitas. Ante estas perspectivas de división del imperio, Zenón buscó un medio para conciliar a las partes y unificar la Iglesia, pidiendo ayuda al patriarca de Constantinopla, Acacio, que tenía una posición favorable a la ortodoxia. De esta manera se redactó un documento de unión conocido como Henotikon. 
El Henotikon estaba destinado a satisfacer a todos, evitando cuidadosamente hablar de la naturaleza o la persona de Cristo, haciendo caso omiso de la posición ortodoxa de un Cristo en dos naturalezas, y utilizaba la expresión de Pedro Gnafeo donde uno de la Trinidad fue encarnado. Además, solo hacía referencia al nombre de los tres primeros concilios, pero no mencionaba los decretos de Calcedonia, como concesión al monofisismo. Con todo, el documento causó mayores polémicas, más por lo que se omitía que por lo que se decía. La Iglesia de Roma consideró que el documento era inaceptable y totalmente rechazable. Incluso ante las críticas, Zenón publicó el Henoticon en el 482 y depuso a los obispos ortodoxos y monofisitas extremos que se negaron a aceptar el compromiso.

## Desenlace
El papa Félix III, escribió dos cartas, una a Zenón y otra a Acacio, donde les recordaba la necesidad de defender la fe sin compromiso, como lo habían hecho anteriormente. Cuando Juan Talaia, exiliado de Alejandría, llegó a Roma e informó sobre lo que estaba ocurriendo en Oriente, Félix escribió dos cartas más, convocando a Acacio a Roma para explicar su conducta. Los legados que trajeron estas cartas a Constantinopla fueron encarcelados tan pronto como desembarcaron y obligados a recibir la comunión de manos de Acacio, como parte de una liturgia en la que escucharon el nombre de Pedro Mongo y otros monofisitas en los dípticos sagrados. 
Félix, después de haber oído hablar de esto a los monjes Acoemeti en Constantinopla, celebró un sínodo local en la basílica Laterana en el año 484 en la que denunciaba sus legados y depuso y excomulgó a Acacio. El 28 de julio de 484, setenta y siete obispos condenaron el decreto imperial y excomulgaron a Pedro Mongo, Acacio, Pedro Fullo (patriarca de Antioquía) y los legados pontificios. En el decreto de excomunión se exponía que Acacio había pecado contra el Espíritu Santo y la autoridad papal (Habe ergo cum his... portionem S. Spiritus judicio et apostolica auctoritate damnatus).
Respaldado por el emperador, Acacio se negó a aceptar el decreto de excomunión, y dio a luz al cisma. En señal de desafío borró el nombre del Papa Félix de los dípticos sagrados.
Cuando el 1 de agosto, el emperador Zenón se puso del lado de su patriarca, se consumaba el cisma con Roma. Acacio, en colaboración con Zenón, comenzó a perseguir a los monjes con el fin de lograr la aceptación del Henotikon en todo el Oriente. De esta manera, se convirtió prácticamente en el Primado de la cristiandad oriental hasta su muerte en 489. Su sucesor, Fravita (Phrabitas, 488-89), envió mensajeros a Félix asegurándole que no iba a estar en comunión con Pedro Mongo, pero se negó a renunciar a la comunión de los monofisitas y a omitir el nombre de Acacio en sus dípticos. El cisma se mantuvo.
Cuando Zenón murió en 491, su sucesor, Anastasio I (491-518), comenzó manteniendo la política del Henotikon, pero poco a poco adoptó el monofisismo. Después de su muerte, su sucesor, Justino I, de inmediato trató de poner fin al cisma con Roma, un objetivo compartido con el nuevo patriarca de Constantinopla, Juan II. La reunificación se formalizó el día de Pascua, el 24 de marzo de 519.